# Afonso, Príncipe das Astúrias (1907–1938)
Afonso de Bourbon (Madrid, 10 de maio de 1907 – Miami, 6 de setembro de 1938) foi Príncipe das Astúrias e herdeiro aparente do trono espanhol de seu nascimento até a proclamação da Segunda República Espanhola em 1931. Revindicou o título até 1933, ano em que renunciou aos seus direitos dinásticos. Era o filho mais velho do rei Afonso XIII da Espanha e sua esposa, a princesa Vitória Eugênia de Battenberg.
Após sua renunciou a seus direitos dinásticos ao trono espanhol para se casar com a cubana Edelmira Sampedro y Robato, de quem mais tarde se divorciou, e casou-se novamente com outra cubana, Marta Esther Rocafort y Altuzarra, Afonso foi autorizado em 11 de junho de 1933 pelo rei Alfonso XIII no exílio, a usar o título de Conde de Covadonga, título que usou até o fim de sua vida.

## Biografia
Afonso era o filho mais velho do então rei Afonso XIII da Espanha e de sua esposa, a princesa inglesa Vitória Eugênia de Battenberg, neta da rainha Vitória do Reino Unido. Ele herdou a doença genética de hemofilia, vinda por via materna. 
Foi feito Príncipe das Astúrias. O seu predecessor foi o Duque da Calábria, filho de sua tia Mercedes, Princesa das Astúrias, falecida 3 anos antes do nascimento de Afonso. O seu sucessor foi tecnicamente o seu irmão, Infante Jaime, Duque de Segóvia que não recebeu o título de Príncipe das Astúrias. Jaime também renunciou aos seus direitos de sucessão. Na prática, o próximo herdeiro aparente era o irmão mais novo de Afonso, Dom João, Conde de Barcelona. No entanto, Afonso renunciou a favor do Infante João Carlos de Espanha (futuro João Carlos I), ao qual foi concedido o título oficial de Príncipe de Espanha, e não das Astúrias, em 1969 por Francisco Franco. O próximo membro da família real espanhola a deter este título, foi Filipe de Bourbon, em 1977.
O seu pai, Afonso XIII enfrentou problemas políticos que levaram Espanha a tornar-se república em 1931 e foi deposto. Toda a família partiu para o exílio.

## Renúncia e casamentos
Houve planos para a deposição de Afonso na pretensão ao trono, mas finalmente ele renunciou os seus direitos dinásticos depois de se casar com Edelmira Ignacia Adriana Sampedro y Robato, passando a possuir o título de Conde de Covadonga. Eles se divorciaram em 8 de Maio de 1937. Ele voltou a casar, desta vez com Marta Esther Rocafort y Altuzarra, em 3 de Julho de 1937, divorciando-se novamente em 8 de Janeiro de 1938.

## Morte
Um acidente de carro levou à sua morte precoce em 1938, com 31 anos de idade. Ele foi inicialmente sepultado no Woodlawn Cemetery and Mausoleum Park, em Miami, Flórida, em 1985, sendo depois transladado para o Panteão dos Príncipes, em El Escorial. A sua primeira esposa foi autorizada a manter o título de Condessa de Covadonga e estava presente quando ele foi transladado.
Afonso foi o 1120º Cavaleiro da Ordem do Tosão de Ouro na Espanha e Cavaleiro com Colar da Ordem de Carlos III ambos em 1907.